# Currie, Skottland
Currie är en ort i Storbritannien.   Den ligger i kommunen Edinburgh och riksdelen Skottland, i den centrala delen av landet, 500 km norr om huvudstaden London. Currie ligger 146 meter över havet och antalet invånare är 6 500.